# The Solitary Reaper
The Solitary Reaper è una ballata lirica composta da William Wordsworth il 5 novembre 1805 e pubblicata nel 1807. Il tema principale della poesia è la vita quotidiana in accordo con i principi della poetica che Wordsworth espone nella prefazione delle Lyrical Ballads, la sua opera più famosa.
Il componimento è costituito da quattro stanze da 8 versi molti dei quali in iambic tetrameter. Lo schema rimico è sia abcbddee che ababccdd (nella prima e ultima stanza il primo e il terzo verso non rimano, al contrario che nelle altre). La poesia è basata sull'esperienza di Thomas Wilkinson descritta nel libro Tours to the British Mountains, dove egli ci racconta le esperienze in seguito ad un tour della Scozia. Il soggetto della poesia è una ragazza scozzese delle Highland che canta durante la mietitura (un fenomeno comune nella Scozia del tempo come ci racconta Dorothy Wordsworth nel suo diario). Ciò che rende peculiare la poesia risiede nel fatto che l'autore non distingue le parole che la giovane canta ma ne apprezza il tono ed il ritmo (egli ipotizza che la ragazza stia cantando di fatti accaduti in passato o di qualche triste evento familiare), riuscendo a coglierne la bellezza, che porterà con sé in seno al cuore, anche allontanandosene.

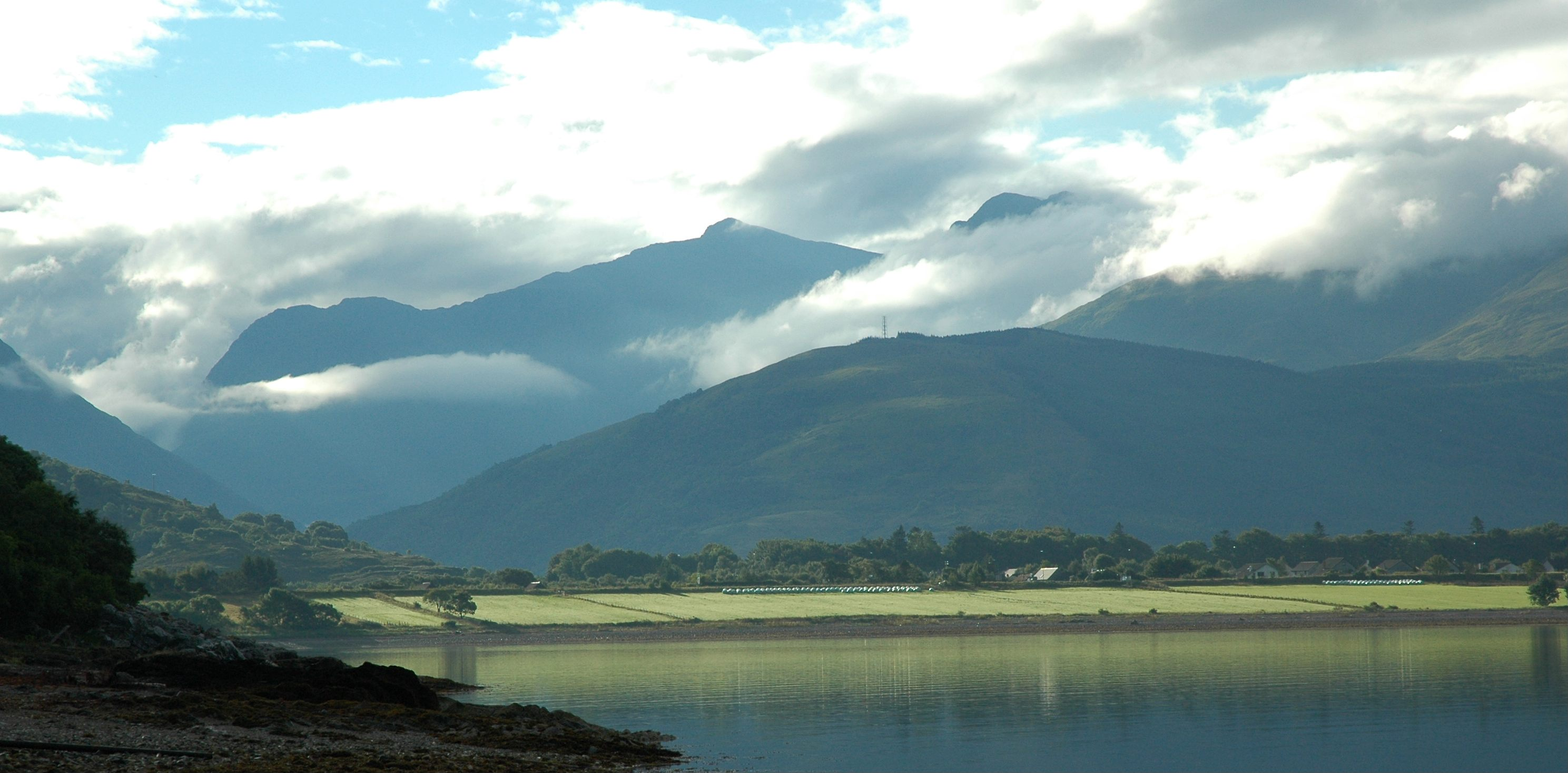
Paesaggio delle Highlands

## Prima stanza
Nella prima parte il poeta ci descrive una giovane ("Lass" è una locuzione arcaica scozzese che significa ragazza) che sta mietendo il grano cantando. Grande importanza ha il tema della solitudine (che più volte ricorre nella poetica di Wordsworth) che vede la ragazza in comunione con la natura. Nella seconda parte l'autore si rivolge ad un immaginario interlocutore, invitandolo a fermarsi o a passare senza disturbarlo in modo che possa ascoltare questo straordinario canto. Vi è qui un richiamo ad uno dei temi principali del romanticismo: la natura.

## Seconda stanza
Nella seconda stanza il poeta ricrea la bellezza del canto della ragazza paragonandolo, con una metafora al verso 9, a quello dell'usignolo. La metafora mette in mostra l'ordinarietà e l'esclusività del canto della giovane sottolineandone la purezza e la potenza, tanto che il poeta afferma essere la voce più emozionante che avesse mai sentito. Il poeta utilizza poche figure retoriche di modo che il lettore possa più facilmente immedesimarsi nella situazione descritta.

## Terza stanza
In questa stanza Wordsworth sottolinea che il testo della canzone non gli giunge chiaro, dato che la ragazza non sta cantando in inglese ma in Gaelico Scozzese, e si domanda se siano cose lontane ed infelici o antiche battaglie il tema del canto. Ma per il poeta non sono importanti le parole in sé ma ciò che esse suscitano mediante la loro musicalità in ognuno di noi.

## Quarta stanza
Nell'ultima stanza il poeta si allontana dalla collina con stupore ascoltando il canto della ragazza. In questa strofa è ben espresso il processo creativo enunciato da Wordsworth e la sua teoria dei sentimenti espressa nella prefazione alle Lyrical Ballads.